# 若狭消防組合
若狭消防組合（わかさ しょうぼうくみあい）は、福井県小浜市、三方上中郡若狭町、大飯郡高浜町及びおおい町によって組織される一部事務組合（消防組合）。

## 概要
2018年（平成30年）4月1日現在、以下のようになっている。

### 所在地
- 消防本部・若狭消防署 : 〒917-0078 福井県小浜市大手町7番8号
- 名田庄分署 : 〒917-0382 福井県大飯郡おおい町名田庄久坂第2号39番地2
- 大飯分署 : 〒919-2111 福井県大飯郡おおい町本郷第137号2番地1
- 高浜分署 : 〒919-2225 福井県大飯郡高浜町宮崎第65号7番地1
- 上中分署 : 〒919-1527 福井県三方上中郡若狭町上吉田第5号31番地2

### 管内の概要
- 管内人口 : 55,638人
- 管内世帯 : 21,725世帯
- 管内面積 : 599.71 km2

### 装備
- 普通ポンプ車 : 16
- 水そう付ポンプ車 : 4（うち1台は小型水そう）
- はしご車 : 1
- 化学車 : 1
- 小型ポンプ車 : 67
- 小型ポンプ付積載車 : 37
- 高規格救急車 : 7
- その他車両 : 13

## 沿革
- 1970年（昭和45年）10月1日 - 小浜市、高浜町、大飯町、上中町、名田庄村が若狭消防組合を設立する。
- 1980年（昭和55年）10月 - 若狭消防組合発足10周年記念行事を挙行する。
- 1983年（昭和58年）3月 - 若狭防災センターが完成する。
- 1990年（平成2年）
  - 4月 - 職員定数を110人に改正する。
  - 10月 - 若狭消防組合発足20周年記念行事を挙行する。
- 1993年（平成5年）4月 - 職員定数を115人に改正する。
- 1998年（平成10年）4月 - 職員定数を120人に改正する。
- 2000年（平成12年）10月 - 若狭消防組合発足30周年記念行事を挙行する。
- 2010年（平成22年）10月 - 若狭消防組合発足40周年記念行事を挙行する。
- 2013年（平成25年）3月 - 職員定数を130人に改正する。

## 組織
消防職員の数は、2018年（平成30年）4月1日現在、127人（定数130人）となっている。
- 消防長
  - 消防次長
    - 総務課
    - 警防課
    - 予防課
    - 通信指令課
    - 訓練所

  - 若狭消防署
    - 庶務課
    - 予防指導課
    - 警防第1係
    - 警防第2係
    - 分署（名田庄、大飯、高浜、上中）
      - 庶務係
      - 警防係
      - 予防係